# Dogs (filme de 1976)
Dogs (Brasil: Cães Assassinos ou A Revolta dos Cães ) é um filme de terror supernatural norte-americano dirigido por Burt Brinckerhoff e lançado em 1976.